# Bertiera laxa
Espèce
Synonymes
- Bertiera laxa var. laxa[2]
- Bertiera maitlandii Hutch. & Dalziel[2]

Bertiera laxa est une espèce de plantes du genre Bertiera et de la famille des Rubiaceae, présente sur la ligne montagneuse du Cameroun.

## Description
Bertiera laxa est un grand arbre, de 30-35 m de haut et au tronc de 60-80 cm de diamètre à environ 1 m. 

Ses feuilles peuvent atteindre jusqu'à 45 cm de long. Son inflorescence est terminale (l'axe primaire et toutes ses ramifiactions sont terminés par une fleur) et ces fleurs sont bisexuées.

Il produit de grands fruits, verts et sphériques, d'environ 7,5 cm de diamètre, avec jusqu'à 170 graines qui sont disséminées par les animaux.

## Distribution
L'espèce est présente au Cameroun, en Guinée équatoriale (Bioko) et au Nigeria. La variété Bertiera laxa var. bamendae est endémique du Cameroun, où elle a été observée sur plusieurs sites dans quatre régions (Nord-Ouest, Sud-Ouest, Littoral, Sud).

## Liste des variétés
Selon Catalogue of Life (17 août 2018) :
- variété Bertiera laxa var. bamendae
- variété Bertiera laxa var. laxa

Selon Tropicos (17 août 2018) (Attention liste brute contenant possiblement des synonymes) :
- variété Bertiera laxa var. bamendae Hepper
- variété Bertiera laxa var. hamendae Hepper
- variété Bertiera laxa var. laxa
- variété Bertiera laxa var. pedicellata Hiern